# 鹤立站
鹤立站，位于中华人民共和国黑龙江省佳木斯市汤原县鹤立镇，是鹤岗铁路和峻德铁路上的火车站，建于1940年，由哈尔滨铁路局管辖。2020年11月29日，为配合佳鹤铁路而进行的鹤立站站场扩能改造工程完工。

## 車站周邊
- 鹤立镇中心小学
- 汤原县纪检委监察局第四纪工委监察分局
- 鹤立中学

## 歷史
- 建于1940年。

## 外部連結
- 中国铁路客户服务中心（页面存档备份，存于）